# Diestrammena elegantissima
Diestrammena elegantissima är en insektsart som beskrevs av Griffini 1912. Diestrammena elegantissima ingår i släktet Diestrammena och familjen grottvårtbitare. Inga underarter finns listade i Catalogue of Life.